# Ronny Claes
Ronny Claes (Stolberg, Rin del Nord-Westfàlia, Alemanya, 10 d'octubre de 1957) és un ciclista belga que fou professional entre 1980 i 1984. En el seu palmarès destaquen algunes etapes en curses d'una setmana, com a la Volta al País Basc i el Tour de Romandia, i la tercera posició final a la Lieja-Bastogne-Lieja de 1980.

## Palmarès
- 1976
  -  Campió de Bèlgica contrarellotge per equips júnior
- 1978
  - 1r a la Fletxa Ardenesa
- 1979
  - Vencedor de 2 etapes al Gran Premi Guillem Tell
  - Vencedor d'una etapa al Tour de l'Avenir
- 1980
  - Vencedor d'una etapa a la Volta al País Basc
  - Vencedor d'una etapa al Tour de Romandia
- 1981
  - Vencedor d'una etapa a la Volta a Bèlgica

### Resultats al Tour de França
- 1980. Abandona (18a etapa)
- 1981. 40è de la classificació general
- 1983. Abandona (10a etapa)